# Aeroportul Internațional Bukhara
Aeroportul Internațional Bukhara (în uzbecă Buxoro xalqaro aeroporti) (IATA: BHK, ICAO: UTSB) este un aeroport din Buhara, Bukhara Region⁠(d), Uzbekistan ce deservește zona Buhara. Aeroportul a fost tranzitat în 2019 de 290.000 de pasageri. A fost numit după zona deservită.
Situat la o altitudine de 225 m, aeroportul dispune de 1 pistă. Este operat de Uzbekistan Airways⁠(d).

## Infrastructură

### Piste
Aeroportul dispune de o singură pistă. Pista 01/19 are suprafața de asfalt și dimensiunile 3.000 m × . 